# Православна църква на Чешките земи и Словакия
Православната църква на Чешките земи и Словакия (на чешки: Pravoslavná církev v Českých zemích a na Slovensku; на словашки: Pravoslávna cirkev v českých krajinách a na Slovensku) е автокефална църква. Към днешно време църква се възглавява от митрополит Ростислав.